# Сямэнь Ланьши
«Сямэнь Ланьши» или «Сямэнь Блю Лайонс» (кит. 厦门蓝狮) — бывший китайский футбольный клуб, выступавший в г. Сямынь, провинция Фуцзянь. Команда была образована в 1996 году и получила прозвище «Синие Львы» (англ. Blue Lions). Выступала на стадионе "Сямэнь". На протяжении своего существования дважды получала повышение в классе и выступала в Суперлиге. По итогам выступлений в сезоне 2007 года команда была лишена профессионального статуса и расформирована.

## История
23 февраля 1996 года был создан ФК «Сямэнь». Клуб практически сразу получил профессиональный статус и право выступать в системе лиг Китая, начав с третьего дивизиона. Перед началом сезона 1998 года клуб выкупил клуб, представляющий второй дивизион, «Фошань Фости» и получил его место во втором дивизионе. С новым главным тренером, которым стал Чи Шанбинь, в команду пришли инвесторы и в частности, Лай Чансинь. Итогом стало успешное выступление во втором дивизионе, а по итогам сезона 1999 года «Сямэнь» получил право выступать в первом дивизионе. Однако, сезон оказался провальным, так как Лай Чансинь оказался замешан в коррупционных скандалах, пострадала от этого и команда. Футбольный клуб сам не принимал участие в скандалах, но по итогам сезона оказался на последнем месте, его покинул весь тренерский штаб, а команда выбыла во второй дивизион. Несколько следующих сезонов показали, что команда способна сохранить место во втором дивизионе, а в 2002 году выиграла чемпионат, но в этот год повышение в классе не проводилось, а «Сямэнь» остался во втором дивизионе. С приходом нового главного тренера Гао Хунбо в начале сезона 2004 года команда вновь продемонстрировала амбиции и по итогам розыгрыша выиграла титул чемпиона Первой лиги. В Суперлиге клуб стал крепким середняком, заняв по итогам сезона восьмое место. Однако, по итогам сезона главный тренер Гао Хунбо перешел в более амбициозный клуб «Чанчунь Ятай», а команда начала проигрывать. Итогом стал последнее место в таблице и потеря места в элитном дивизионе. Команда решила прекратить существование по окончании сезона 2008 года.

## Изменение названия
- 1996-97: ФК Сямэнь (厦门队)
- 1998: Сямэнь Юаньхуа (厦门远华)
- 1999: Сямэнь (厦门)
- 2000: Сямэнь Сясинь (厦门厦新)
- 2001-03: Сямэнь Хунши (厦门红狮)
- 2004: Сямэнь Шиши (厦门吉祥石狮)
- 2005-: Сямэнь Ланьши (厦门蓝狮)

## Результаты
- По итогам сезона 2008

Места в лиге до 1993
| Сезон    | 1996 | 1997 | 1998 | 1999 | 2000 | 2001 | 2002 | 2003 | 2004 | 2005 | 2006 | 2007 |
| -------- | ---- | ---- | ---- | ---- | ---- | ---- | ---- | ---- | ---- | ---- | ---- | ---- |
| Дивизион | 3    | 3    | 2    | 2    | 1    | 2    | 2    | 2    | 2    | 2    | 1    | 1    |
| Место    | 3 1  | 4    | 6    | 1    | 13   | 6    | 1    | 12   | 3    | 1    | 8    | 15   |

- ↑  на групповой стадии

## Достижения
- Китайская лига Цзя-Б/Первая лига Китая по футболу: чемпион, 1999, 2002, 2005

## Интересные факты
Несмотря на то, что у команды было прозвище «Синие Львы», в 2001—2003 годах она называлась «Красные львы».